# Communauté de communes des Plaines et Vallées Dunoises
Die Communauté de communes des Plaines et Vallées Dunoises ist ein ehemaliger französischer Gemeindeverband mit der Rechtsform einer Communauté de communes im Département Eure-et-Loir in der Region Centre-Val de Loire. Der Gemeindeverband wurde am 16. Dezember 2004 gegründet und bestand aus zwölf Gemeinden. Der Verwaltungssitz befand sich im Ort Donnemain-Saint-Mamès.

## Historische Entwicklung
Mit Wirkung vom 1. Januar 2017 fusionierte der Gemeindeverband mit
- Communauté de communes du Dunois sowie
- Communauté de communes des Trois Rivières

und bildete so die Nachfolgeorganisation Communauté de communes du Grand Châteaudun.
Gleichzeitig wurde aus den Gemeinden Civry, Lutz-en-Dunois, Ozoir-le-Breuil und Saint-Cloud-en-Dunois eine Commune nouvelle mit dem Namen Villemaury gebildet.

## Ehemalige Mitgliedsgemeinden
1. Civry
2. Conie-Molitard
3. Donnemain-Saint-Mamès
4. Logron
5. Lutz-en-Dunois
6. Marboué
7. Moléans
8. Ozoir-le-Breuil
9. Saint-Christophe
10. Saint-Cloud-en-Dunois
11. Thiville
12. Villampuy